# Castricum
Castricum är en kommun i nordvästra Nederländerna i provinsen Noord-Holland. Staden har en area på 60,37 km² (vilket 10,70 km² utgörs av vatten) och en folkmängd på 35 230 invånare (2016).